# 尼崎市記念公園総合体育館
尼崎市記念公園総合体育館（あまがさきしきねんこうえんそうごうたいいくかん）は、兵庫県尼崎市にある体育館である。
なお、大阪市福島区に本社を置くベイ・コミュニケーションズが命名権を取得しており、「ベイコム総合体育館」の呼称を用いている。

## 歴史
- 1961年（昭和36年）11月24日、（旧）市民体育館開館。
- 1988年（昭和63年）7月、（現）記念公園総合体育館完成。
- 2005年（平成17年）4月25日から4日間、同日に発生したJR福知山線脱線事故の遺体安置所に指定、
- 2010年（平成22年）、ベイ・コミュニケーションズと3年間の命名権契約締結して10月に「ベイコム総合体育館」となる。

## 施設
- メインアリーナ
  - 広さ 50m × 37m、天井高 18m[1]
  - バレーボール3面、バスケットボール2面、バドミントン10面[1]
  - 収容
    - 観客席（2階、3階） 固定席2,156席、車いすスペース18席[1]
    - アリーナ部　可動席1,152席、仮設椅子席 約1,700席[1]
- サブアリーナ
- 格技室（剣道場、柔道場）
- 弓道場
- エクササイズスタジオ
- トレーニング室
- 研修室・会議室
- 尼崎市記念公園管理事務所

## 主なイベント・大会

### バスケットボール
- 日本プロバスケットボールリーグ（bjリーグ）・大阪エヴェッサのホームゲーム。
  - 2007-08シーズン：2試合(新潟アルビレックスBB戦 - {2,856/2,983}人、bjリーグ公式戦兵庫県内初開催)
  - 2008-09シーズン：開催なし
  - 2009-10シーズン：4試合(琉球ゴールデンキングス戦 - {1,491/1,715}人、京都ハンナリーズ戦 - {1,713/2,382}人)
  - 2010-11シーズン：2試合(秋田ノーザンハピネッツ戦 - {1,719/1,946}人)
  - 2011-12シーズン：2試合(浜松・東三河フェニックス戦 - {1,562/1,976}人)
- bj-KBLチャンピオンシップ・日本ラウンド
  - 2007年9月23日：1試合(ウルサン・モービスフィバス戦 - 3,203人、bjリーグ主催試合兵庫県内初開催)
- ナショナル・バスケットボール・リーグ（NBL）・兵庫ストークスのホームゲーム。
  - 2011-12シーズン：公式戦1試合 - 855人

### バレーボール
- Vプレミアリーグ女子・JTマーヴェラスのホームゲーム及びイベント。
- 2007年10月8日：バレーボール教室[2]
- 2009年1月17日：武富士バンブー戦 - 3,100人[3]
- 2010年1月31日：久光製薬スプリングス戦 - 3,500人[4]。
- 2011年2月13日：トヨタ車体クインシーズ戦 - 3,300人[5]。
- 2012年2月11日：NECレッドロケッツ戦 - 3,300人[6]。

### プロレス
- 新日本プロレス・NEW JAPAN CUP。

### その他
- 全日本学生柔道体重別団体優勝大会。
- 第61回国民体育大会（のじぎく兵庫国体、2006年）の体操競技。
- 2007 AFCフットサル選手権（2007年）のサブ会場。

## その他の施設
- ベイコム野球場
- ベイコム陸上競技場